# Santa Cruz (Huamuxtitlán)
Santa Cruz es una localidad del estado mexicano de Guerrero. Es parte del municipio de Huamuxtitlán.

## Demografía
| Gráfica de evolución demográfica |
|                                  |

| Censo | Población |
| ----- | --------- |
| 1900  | 372       |
| 1910  | 211       |
| 1921  | 369       |
| 1930  | 418       |
| 1940  | 528       |
| 1950  | 763       |
| 1960  | 867       |
| 1970  | 1 052     |
| 1980  | 1 121     |
| 1990  | 1 188     |
| 2000  | 1 128     |
| 2010  | 1 102     |
| 2020  | 1 275     |